# Amada škrabošková
Amada škrabošková (Erythrura kleinschmidti syn. amadina Kleinschmidtova) je druh astrildovitého ptáka z rodu Erythrura. Vyskytuje se v centrech rozlehlých lesů ostrovů Viti Levu nebo Fidži. Živí se hlavně drobným hmyzem, ale také plody a poupaty rostlin.

## Taxonomie
Amada škrabošková se vyskytuje v jihovýchodní Asii a ostrovech Austrálie. Jedná se o malé ptáky s krátkými, zaoblenými křídly a delším ocasem. Většinu druhů z rodu Erythrura spojuje krom zelené barvy na těle hlavně červený ocas, podle kterého vzniklo i latinské pojmenování: to má původ v řeckých slovech ερυθρός (erythros), což znamená „červený“, a ουρά (Oura), to je „ocas“.
Původní název zněl Amblynura kleinschmidti, který tomuto druhu přiřadil při jeho prvním popsání německý přírodovědec Otto Finsch roku 1878. Druhové jméno mělo být připomínkou na německého cestovatele a sběratele Theodora Kleinschmidta (1834–1881), který tohoto ptáka poprvé odchytil a následně poslal Finschovi do Německa.

## Popis

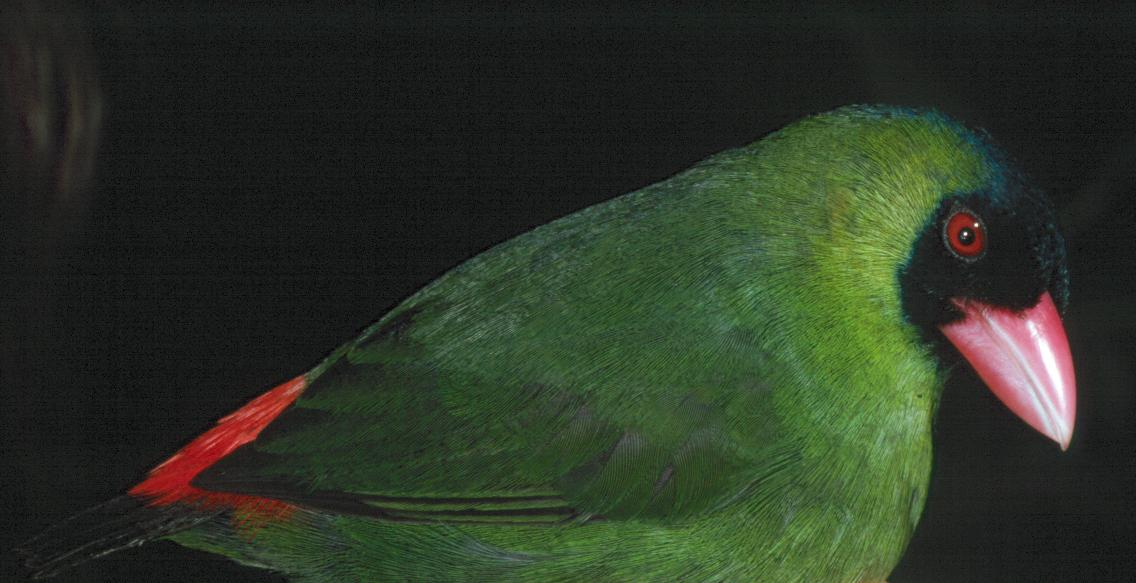
Amada škrabošková z Viti Levu

Jedná se o středně velkého, robustně stavěného ptáka, který má 11 cm na délku. Výrazným prvkem na jeho těle je červená oblast na horní straně ocasu ve tvaru kruhu. Pohlavní dimorfismus je nevýrazný a určení pohlaví tedy poměrně složité.
Dospělý jedinec má převážně olivově zelené peří, černé líce a temeno hlavy. Na temeni může černá přecházet do tmavě modré. Nohy a zobák bývají narůžovělé nebo do červena, někdy s nádechem hnědé. Mladí jedinci vypadají jako dospělí, jen jejich peří je tmavší s místo červené oblasti na ocasu je zde peří oranžové.
Obě pohlaví vydávají výrazné tsee-tsee nebo cheee cheee cheee.
Amadu škraboškovou lze snadno zaměnit za amadu fidžijskou, ta je ale menší a na hlavě převažuje červená, nikoliv černá, barva. Běžně je možné potkat tyto dva druhy v jednom hejnu.

## Výskyt
Amada škrabošková je endemická pro Fidži. Dříve se tito ptáci vyskytovali pouze na ostrově Viti Levu, kde se schovávali ve vlhkých a rozlehlých lesích blízko vodních toků. V roce 2012 byli ale pozorováni na ostrově Yasawa. Je pravděpodobné, že dříve se vyskytovali i na jiných ostrovech, kde bychom je dnes již nenašli, jejich populace totiž pomalu klesá. Dle pozorování lze vyvodit, že těmto ptákům vyhovuje jakákoliv nadmořská výška a především vlhké lesy.

## Ekologie
Tyto amady se zdržují v párech nebo malých rodinných skupinkách, ale obecně se tvrdí, že jsou méně společenské, než ostatní druhy z rodu Erythrura. V době páření se ale shlukují do mnohem větších hejn, ve kterých je možné najít i jiné druhy astrildovitých ptáků, třeba již zmíněné amady fidžijské. Nejsou to příliš aktivní ptáci. V době hnízdění postaví pár, samec a samice, miskovité hnízdo na stromě s klenutým vchodem. To staví z listí, malých větviček a lišejníků, není výjimkou, že používají i listy z bambusu.
Amada škrabošková se živí převážně hmyzem, dále ale také hrozny vinné révy nebo jinými menšími plody, speciálně fíky. Nepohrdnou ale ani pupeny květů. Většinou se krmí ve výškách, jen málokdy slétávají až k zemi.

## Predátoři a parazité
Nejdůležitějším predátorem amad škraboškových je endemický jestřáb rudolímcový (Accipiter rufitorques), který loví především malé ptáky, dále také místní poddruh sokola stěhovavého, Falco peregrinus nesiotes, lovící především mladé jedince. Mimo jiné se na Fidži vyskytují i sovy pálené, které běžně loví krysy ale také menší ptáky. Hnízdní parazitismus je častým jevem ve hnízdech amad a v tomto případě je „parazitem“ kukačka východoaustralská (Cacomantis flabelliformis).